# Бонди (город)
Бонди  (фр. Bondy) — коммуна в  департаменте Сен-Сен-Дени региона Иль-де-Франс, Франция, расположенная в северо-восточном пригороде Парижа, в 11 км от его центра. Население 53503 человека.

## История
Впервые упоминается примерно в 600 году н.э. как Bonitiacum — поместье гало-римлянина Бонитиуса.

## Население
| Год             | 1793 | 1851 | 1856  | 1866  | 1896  | 1911  | 1921   | 1936   | 1946   | 1954   | 1962   | 1968   | 1975   | 1982   | 1990   | 1999   | 2006   |
| --------------- | ---- | ---- | ----- | ----- | ----- | ----- | ------ | ------ | ------ | ------ | ------ | ------ | ------ | ------ | ------ | ------ | ------ |
| Население (чел) | 650  | 815  | 1 189 | 1 623 | 4 457 | 7 496 | 10 104 | 20 539 | 19 487 | 22 411 | 38 039 | 51 652 | 48 333 | 44 301 | 46 676 | 46 826 | 53 311 |

## Известные жители
Андре Мальро — писатель, культуролог, герой Французского Сопротивления, идеолог Пятой республики, министр культуры в правительстве де Голля (1958—1969).
Килиан Мбаппе (род. 20 декабря 1998) — футболист, нападающий клуба «Пари Сен-Жермен» и сборной Франции. Чемпион мира 2018 года. Лучший молодой игрок чемпионата мира 2018 года.

## Города побратимы
| - Алкасер-ду-Сал, Португалия - Беркан, Марокко - Фурчи, Италия - Недрома, Алжир - N'kolafamba, Камерун - Тамбакунда, Сенегал |